# كارو تاكاياما
كارو تاكاياما (باليابانية: 高山 薫) (8 يوليو 1988 في كاواساكي في اليابان – )؛ هو لاعب كرة قدم ياباني سابق كان يلعب كمهاجم.

## وصلات خارجية
- كارو تاكاياما على موقع رابطة كرة القدم اليابانية للمحترفين (اليابانية)
- كارو تاكاياما على موقع قاعدة بيانات كرة القدم.إي يو (الإنجليزية)
- كارو تاكاياما على موقع Soccerway.com (الإنجليزية)
- كارو تاكاياما على موقع عالم كرة القدم.نت (الإنجليزية)